# Булгакова, Татьяна Ивановна
Татьяна Ивановна Булгакова (род. 11 июня 1945 года в г. Томск, РСФСР, СССР) — российский политик, депутат Государственной Думы Федерального Собрания Российской Федерации I созыва

## Биография
Образование среднее специальное. С 1961 по 1968 год работала на Первом государственном подшипниковом заводе контролёром. С 1968 по 1980 год работала инструктором физкультуры.
С 1983 по 1993 год работала педагогом организатором. В 1993 году была избрана советом детско-подросткового клуба «Метеор» на должность директора.
В 1993 году была избрана депутатом Государственной думы I созыва по общефедеральному списку ЛДПР. В Государственной думе была членом комитета по безопасности, до 27 апреля 1994 года состояла во фракции ЛДПР. В 1995 году отказалась участвовать в выборах в Государственную думу по спискам СПД «Держава».

## Законотворческая деятельность
За время исполнения полномочий депутата Государственной думы I созыва выступила соавтором трёх законодательных инициатив и поправок к проектам федеральных законов.

## Семья
Замужем, двое детей.